# Тюямуніт

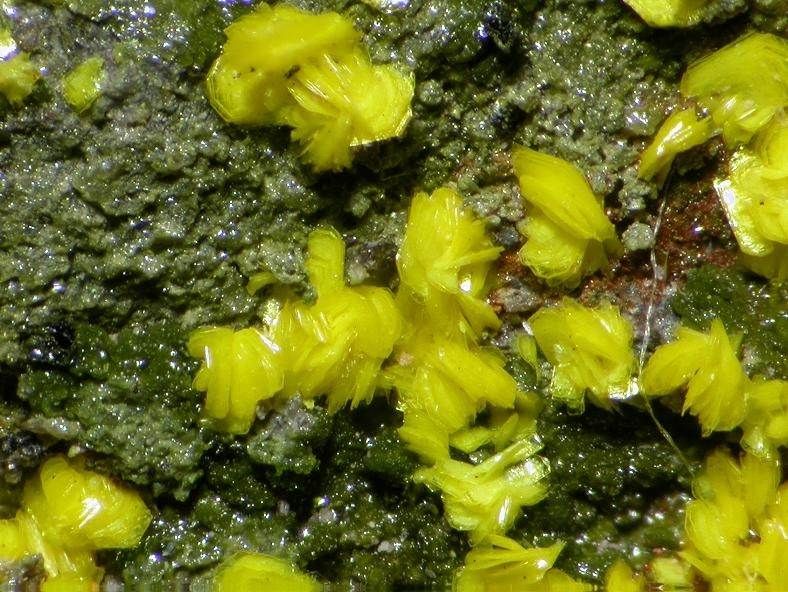
Тюямуніт

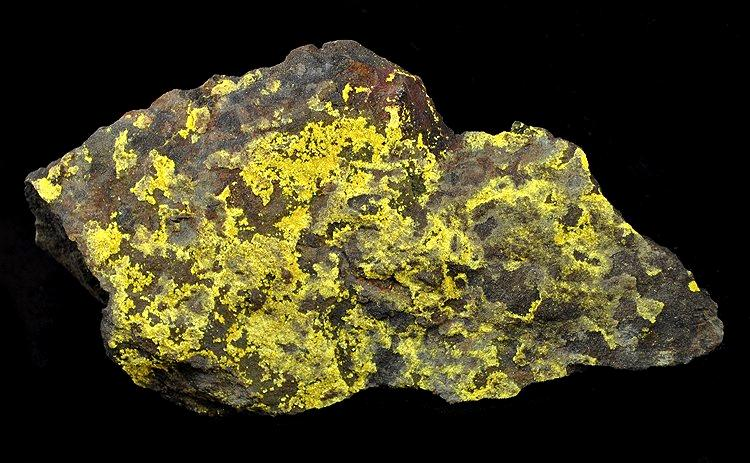

Тюямуні́т — мінерал, водний уранованадат кальцію шаруватої будови, структурно близький до уранових слюдок. Кальцієвий аналог карнотиту. Синоніми: карнотит кальцієвий.

## Етимологія та історія
Тюямуніт уперше описав у 1912 році хімік і мінералог Костянтин Ненадкевич (1880—1963), учень Володимира Вернадського. Названий на честь типового місцеположення — копальні Тюя-Муюн у Киргизстані.
Типовий мінерал є в Російській академії наук у Мінералогічному музеї «Олександр Ферсман» у Москві.

## Опис
Формула за «Fleischer's Glossary» (2022): Ca(UO2)2(VO4)2·5—8(H2O).
Містить (%): СаО — 5,7; UО3 — 46,5—65,3; V2О5 — 17,5—26,0. Н2О бл. 18. Вміст води коливається залежно від вологості атмосфери.
Сингонія ромбічна. Ромбо-дипірамідальний вид. Форми виділення: листуваті і радіально-променисті аґреґати, порошкуваті маси, тонкі нальоти. Густина 3,6-4,3. Тв. 1-2. Колір жовтий з оранжево-жовтим, зеленуватим або буруватим відтінком. Блиск перламутровий, тьмяний. Спайність за базопінакоїдом довершена, у двох напрямах під кутом 90о — середня. Крихкий. Сильно радіоактивний. Поширений вторинний мінерал урану.
Зустрічається в осадових породах за впливу бікарбонатних вод на карнотит. Виділення його звичайно приурочене до пісковиків, вапняків, кременистих порід, де він асоціює з карнотитом та ін. ванадатами, фосфатами, карбонатами, сульфатами уранілу, баритом, фольбортитом, метатюямунітом, уранофан, фольбортит, гіпс та ін. і є одним з кінцевих продуктів вивітрювання уранових мінералів.
Руда урану і ванадію.

## Розповсюдження
Родовища і копальні: Больценаго, Італія. Долина Парадокс — басейн, розташований в окрузі Монтроуз у штаті Колорадо, США, копальня Тюя-Муюн, Ферганська долина, Алайський хребет, Киргизстан. Корнуолл, Англія.
Інші знахідки: у США штати Нью-Мексико, Колорадо, Юта, Аризона, Невада, Монтана. Чіуауа, Мексика. Провінція Мендоса, Аргентина. Формація Хатрурім, Ізраїль.